# Siyah İnci
Siyah İnci è un serial televisivo drammatico turco composto da 20 puntate, trasmesso su Star TV dal 28 settembre 2017 al 15 febbraio 2018. È diretto da Cem Karcı e Benal Tairi, scritto da Berkun Oya e Nuran Evren Şit, prodotto da Gold Film ed ha come protagonisti Hande Erçel, Tolgahan Sayışman e Berk Hakman.

## Trama
Hazal è una giovane regazza che vive in una piccola città sulla costa del Mar Egeo con il suo fidanzato Kenan. La coppia ha in programma di sposarsi, anche se il padre di Hazal è contrario. Il giorno prima del loro matrimonio, quest'ultima è costretta a sposare Vural, un influente uomo d'affari, che si è innamorato perdutamente di lei in quanto assomiglia alla defunta moglie Naz, che aveva ucciso. Kenan crede che Hazal lo abbia abbandonato per la vita di lusso che Vural poteva offrirle, mentre Hazal soffre per essere stata costretta a separarsi dall'amore della sua vita.

## Episodi
| Stagione       | Episodi | Prima TV Turchia | Prima TV Italia |
| -------------- | ------- | ---------------- | --------------- |
| Prima stagione | 20      | 2017-2018        | inedita         |

### Prima stagione (2017-2018)
| n° | Titolo originale | Prima TV Turchia  |
| -- | ---------------- | ----------------- |
| 1  | 1. Bölüm         | 28 settembre 2017 |
| 2  | 2. Bölüm         | 5 ottobre 2017    |
| 3  | 3. Bölüm         | 12 ottobre 2017   |
| 4  | 4. Bölüm         | 19 ottobre 2017   |
| 5  | 5. Bölüm         | 26 ottobre 2017   |
| 6  | 6. Bölüm         | 2 novembre 2017   |
| 7  | 7. Bölüm         | 9 novembre 2017   |
| 8  | 8. Bölüm         | 16 novembre 2017  |
| 9  | 9. Bölüm         | 23 novembre 2017  |
| 10 | 10. Bölüm        | 30 novembre 2017  |
| 11 | 11. Bölüm        | 7 dicembre 2017   |
| 12 | 12. Bölüm        | 14 dicembre 2017  |
| 13 | 13. Bölüm        | 21 dicembre 2017  |
| 14 | 14. Bölüm        | 28 dicembre 2017  |
| 15 | 15. Bölüm        | 11 gennaio 2018   |
| 16 | 16. Bölüm        | 18 gennaio 2018   |
| 17 | 17. Bölüm        | 25 gennaio 2018   |
| 18 | 18. Bölüm        | 1º febbraio 2018  |
| 19 | 19. Bölüm        | 8 febbraio 2018   |
| 20 | 20. Bölüm        | 15 febbraio 2018  |

## Personaggi e interpreti
- Hazal Sancak Demiroğlu (episodi 1-20), interpretata da Hande Erçel.
- Kenan Çelebi (episodi 1-20), interpretato da Tolgahan Sayışman.
- Vural Demiroğlu (episodi 1-20), interpretato da Berk Hakman.
- Melek Sancak (episodi 1-20), interpretata da Yeşim Büber.
- Aziz Toprak (episodi 1-20), interpretato da Hüseyin Avni Danyal.
- Canan Demiroğlu (episodi 1-20), interpretata da Neriman Uğur.
- Nergis (episodi 1-20), interpretata da Birsen Durulu.
- Halil Sancak (episodi 1-20), interpretato da Nazmi Kırık.
- Ebru Sancak (episodi 1-20), interpretata da Melis Sezen.
- Ahmet Çelebi (episodi 1-20), interpretato da Burak Altay.
- Irmak Demiroğlu (episodi 1-20), interpretata da Selin Işık.
- Sinan Demiroğlu (episodi 1-20), interpretato da Mehmet Mehmedof.
- Defne Demiroğlu (episodi 1-20), interpretata da İpek Bağrıaçık.
- Irfan (episodi 1-20), interpretato da Emin Önal.
- Sibel (episodi 1-20), interpretata da Gizem Ergün.
- Nevra (episodi 1-20), interpretata da Pelin Acar.
- Gencer (episodi 1-20), interpretato da Hakan Çeliker.
- Kafes (episodi 1-20), interpretato da Burak Cimen.
- Ece Toprak (episodi 1-20), interpretata da Çağla Demir.
- Akin Toprak (episodi 1-20), interpretato da Sarven Çankar.

## Produzione
La serie è diretta da Cem Karcı e Benal Tairi, scritta da Berkun Oya e Nuran Evren Şit e prodotta da Gold Film.

### Riprese
Le riprese della serie si sono svolte dal 5 giugno ad inizio settembre 2017 a Istanbul e a Smirne (in particolare a Çeşme nelle località di Alaçatı e Ildırı).

## Promozione
L'esordio della serie, previsto per il 28 settembre 2017, è stato annunciato il 13 settembre dalla società di produzione Gold Film. I primi promo della serie sono stati rilasciati alla fine di agosto 2017.